# La destinazione
La destinazione è un film del 2003 diretto da Piero Sanna, regista italiano originario di Benetutti.
Questo film è riconosciuto come d'interesse culturale nazionale dalla Direzione generale Cinema e audiovisivo del Ministero per i beni e le attività culturali e per il turismo italiano, in base alla delibera ministeriale del 17 dicembre 1998.

## Trama
Emilio, un ragazzo romagnolo, si arruola nell'Arma dei Carabinieri e viene trasferito per l'addestramento a Roma dove conosce un ragazzo sardo, Costantino, taciturno e severo. Al termine del corso Emilio parte per la Sardegna, destinato a Coloras, un piccolo paese immaginario della Barbagia. Il suo primo incarico è quello di indagare sull'omicidio di un pastore ucciso davanti al figlioletto Efisio che, nascosto da un cespuglio, ha potuto vedere in faccia l'assassino. Poco alla volta, fra indagini difficoltose ed una contrastata storia d'amore con Giacomina, ragazza locale, Emilio si rende conto di essere sbarcato in un mondo radicalmente diverso da quello cui è abituato, in cui la giustizia viene "interpretata" attraverso la complessa cultura locale e spesso ostacolata nel suo svolgersi dalla diffidenza e dalla paura della gente.

## Riconoscimenti
- 2006 - 39° Worldfest-Houston International Film Festival
  - Premio migliore opera straniera
- 2004 - David di Donatello
  - Candidatura miglior regista esordiente
- 2004 - Nastro d'Argento, Sindacato Nazionale Giornalisti Cinematografici Italiani
  - Candidatura miglior regista esordiente